# Liv Morgan
Gionna Daddio (n. 8 iunie 1994, Paramus⁠(d), New Jersey, SUA) este o wrestleriță și actriță americană. Ea este semnată cu WWE, unde evoluează pe brandul Raw sub numele de ring Liv Morgan. Ea este membră Judgement Day și de două ori campioană mondială feminină. Ea este, de asemenea, campioana inaugurală WWE Women's Crown Jewel și de două ori campioană WWE Women's Tag Team cu Raquel Rodriguez.
În 2014, Daddio a semnat un contract cu WWE și a fost repartizată în Performance Center, apărând ulterior în brandul de dezvoltare NXT sub numele de ring Liv Morgan. Ea a fost promovată în Main Roster în 2017 și a fost asociată cu Ruby Riott și Sarah Logan pentru a forma Riott Squad. După desființarea echipei în 2019, ea a devenit concurentă la simplu. După câteva luni, ea s-a reunit cu Riott care a revenit. Au luptat împreună până la eliberarea lui Riott în 2021. În 2022, Daddio a câștigat meciul ladder Women’s Money in the Bank și a încasat în aceeași noapte servieta, învingând-o pe Ronda Rousey pentru a câștiga SmackDown Women’s Championship, primul titlu din cariera ei de lupte. În 2023, ea a format o echipă cu Raquel Rodriguez și de atunci au câștigat WWE Women's Tag Team Championship, un record de două ori ca echipă.